# لا فيلاتا
لا فيلاتا هي لوحة زيتية رسمها رفائيل في عام 1516 تقريباً، اللوحة حالياً معروضة في قصر بيتي بمدينة فلورنسا.